# Генин, Леонид Григорьевич
Леонид Григорьевич Генин (род. 1929) — советский и российский учёный-энергетик, доктор технических наук, профессор.
Автор более 120 научных и учебно-методических работ и нескольких патентов.

## Биография
Родился 30 марта 1929 года.
Окончил среднюю школу с золотой медалью. Поступал в Московский физико-технический институт, но не прошёл. Узнал об этом, когда приёмные экзамены уже закончились. Через год, в 1947 году, поступил в Московский энергетический институт, окончив его с отличием. Хотел продолжить обучение в аспирантуре, но не был принят из-за анкетных данных (родители были репрессированы). Только после смерти И. В. Сталина институтский педагог Генина — Борис Сергеевич Петухов, пригласил его в аспирантуру. Поступил Леонид Григорьевич на учёбу в 1957 году, в 1963 году защитил кандидатскую диссертацию, а в 1979 году — докторскую.
Работал профессором кафедры «Инженерной теплофизики» Московского энергетического института. Область научных интересов Л. Г. Генина — гидродинамика и теплообмен, теория турбулентности, магнитная гидродинамика, теория теплопроводности. Руководит созданной им научной группой.
Под руководством профессора Генина подготовлено 11 кандидатов технических наук. Он принимает также участие в подготовке аспирантов кафедры, руководит кафедральным физико-математическим кружком для школьников. За большой трудовой вклад и плодотворную многолетнюю деятельность был удостоен в 2006 году премии МЭИ «Почет и признание».
Член Национального комитета РАН по тепло- и массообмену. Является ответственным от кафедры «Инженерной теплофизики» за контакты со Словацким техническим университетом в Братиславе.
В числе его основных публикаций:
- Петухов Б.С., Генин Л.Г., Ковалев С.А., Соловьев С.Л. Теплообмен в ядерных энергетических установках, изд. 3-е.– М.: Изд-во МЭИ, 2003.– 500 с.
- Генин Л.Г., Свиридов В.Г. Гидродинамика и теплообмен МГД-течений в каналах.– М.: Изд-во МЭИ, 2001.– 200 с.
- Генин Л.Г. Спектральный анализ единичных реализаций турбулентности.– М.: Изд-во МЭИ, 2000.– 65 с.
- Генин Л.Г., Свиридов В.Г. Введение в статистическую теорию турбулентности.– М.: Изд-во МЭИ, 1987.– 84 с.
- Генин Л.Г. Численный расчет нестационарного температурного поля в плоском тепловыделяющем элементе. Методическое пособие к типовому расчету.– М.: МЭИ, 2003.– 16 с.
- Генин Л.Г., Подшибякин А.К. Влияние электрического и магнитного полей на теплообмен при ламинарном течении жидкости в плоском канале // Теплофизика высоких температур. 1966. № 3.
- Петухов Б.С., Генин Л.Г., Жилин В.Г. Экспериментальное исследование турбулентного течения ртути в круглой трубе в продольном магнитном поле // Теплофизика высоких температур. 1967. № 2.
- Генин Л.Г., Манчха С.П., Свиридов В.Г. Влияние продольного магнитного поля на температурные поля, теплоотдачу и коэффициент турбулентного переноса тепла при течении ртути в круглой трубе // Магнитная гидродинамика. 1974. № 1.
- Генин Л.Г., Манчха С.П., Свиридов В.Г. Вырождение однородной МГД-турбулентности // Магнитная гидродинамика. 1974. № 2.
- Генин Л.Г., Жилин В.Г., Свиридов В.Г., Ивочкин Ю.П., Разуванов Н.Г., Иванова О.Н. Исследование МГД-теплообмена при течении жидкого металла в поперечном магнитном поле применительно к термоядерному реактору // Теплоэнергетика. 2003. № 3. С. 37–41.
- Свиридов В.Г., Генин Л.Г., Разуванов Н.Г., Ягов В.В. Уникальные экспериментальные стенды в режиме удаленного доступа как эффективная возможность развития учебных лабораторий вузов // Вестник МЭИ. 2002. № 5. С. 107–113.